# 劝丰祐
劝丰祐（809年—859年），一作丰祐，孝惠王寻阁劝之子，靖王劝利晟之弟，南诏第七代国王，823年至859年在位，谥昭成王，世隆称帝后，追尊为保和昭德皇帝。

## 生平
823年，年仅22岁的劝利晟去世，权臣王嵯巅拥立劝丰祐即位。劝丰祐果敢，善抚众。唐朝封为滇王，遣使入谢。次年改元保和，又改为天启。825年，劝丰祐时期修建了崇圣寺三塔的主塔千寻塔，重修大理崇圣寺落成。唐朝剑南节度使杜元颖不晓军事，武备废弛，且苛待士卒，导致士卒引南诏入寇，南诏趁机于830年在王嵯巅的主持下进攻，攻陷巂、戎、邛三州，攻入成都外城，掠劫走经书、玉帛及男女、百工数万人而去。南诏军撤退时经过大渡河，不愿去南诏的唐人跳河自杀的达十分之三。李德裕担任剑南节度使后，蜀地遂安，831年，归还所掠西川民四千人于节度使李德裕。唐诏之间再立盟约，南诏上表请罪，比年使者来朝。832年，掠骠国民三千，迁到拓东城。858年，遣军攻陷安南都护府，救缅。859年，攻陷播州。命其子世隆及王嵯巅在古宗迎战唐军，杀唐兵数万，立铜柱于界上。同年，劝丰祐去世，其子世隆即位。

## 年号
- 保和：824年－839年
- 天启：840年－859年

## 母亲
827年（丁未、唐文宗太和元年），王母出家，法名惠海。